# Eriopyga phanerozona
Eriopyga phanerozona là một loài bướm đêm trong họ Noctuidae.